# 氷点 (玉置浩二の曲)
「氷点」（ひょうてん）は、日本のシンガーソングライターである玉置浩二の楽曲。
1989年3月25日にKitty Recordsから3枚目のシングルとしてリリースされた。前作「キ・ツ・イ」（1989年）より2か月ぶりとなるシングルであり、作詞は並河祥太、作曲およびプロデュースは玉置が担当している。
前作の音楽性とは大きく異なり優しさや繊細さを感じさせるボーカルによる、童謡のような「美しくも哀しい」バラードソングであり、テレビ朝日開局30周年記念ドラマ『氷点』（1989年）の主題歌として使用された。オリコンシングルチャートでは最高位12位となった。本作はオリジナル・アルバムには未収録となり、ベスト・アルバム『安全地帯/玉置浩二 ベスト』（1994年）においてアルバム初収録となった。

## 音楽性と歌詞
ベスト・アルバム『ALL TIME BEST』（2017年）の楽曲解説では、パワフルなボーカルが全開となっていた前作「キ・ツ・イ」（1989年）とは大きく異なり、優しさと繊細さを感じさせるボーカルであると指摘した上で「その“メリハリ”に圧倒的な才能を改めて感じる」と表記しているほか、メロディーが童謡のようにシンプルであり、「美しくも哀しい」と表現した上で「ソングライターとしての才能を、改めてみせつけてくれた」と表記している。作詞は安全地帯の作品から定番となっていた松井五郎ではなく、後に稲垣潤一や田原俊彦、楠瀬誠志郎などを手掛けた並河祥太が担当している。

## リリース、メディアでの使用、チャート成績
本作は1989年3月25日にKitty Recordsより7インチレコードおよびカセットテープ、8センチCDの3形態でリリースされた。本作はオリジナル・アルバムには未収録となったが、前作「キ・ツ・イ」から5枚目のシングル「行かないで」（1989年）まで、オリジナル・アルバムに収録されないシングルのリリースが続くこととなった。
本作はテレビ朝日開局30周年記念ドラマ『氷点』（1989年）の主題歌として使用された。『ALL TIME BEST』の楽曲解説では、本作の美しくも哀しいメロディーが「ドラマから感じる哀しさをより増幅させる」と表記している。
本作はオリコンシングルチャートにて最高位12位の登場週数10回となり、売り上げ枚数は7.1万枚となった。本作の売り上げ枚数は玉置のシングル売上ランキングにおいて7位となった。2022年に実施されたねとらぼ調査隊による玉置のシングル曲人気ランキングでは11位となった。

## ライブ・パフォーマンス
1989年3月31日放送分のテレビ朝日系音楽番組『ミュージックステーション』（1986年 - ）に出演し本作を披露した。玉置はテレビドラマの舞台となった北海道旭川市にある外国樹種見本林からの中継で登場し、司会のタモリとのトークを行った後で本作を歌唱した。

## カバー
- プリシラ・チャン（陳慧嫻） -  広東語バージョン、「冰點」のタイトルでアルバム『永遠是你的朋友』（1989年）に収録。

## シングル収録曲
| 全作詞: 並河祥太、全作曲: 玉置浩二、全編曲: 星勝。 |             |          |            |      |
| #                                                  | タイトル    | 作詞     | 作曲・編曲 | 時間 |
| 1.                                                 | 「氷点」    | 並河祥太 | 玉置浩二   | 2:47 |
| 2.                                                 | 「Will...」 | 並河祥太 | 玉置浩二   | 3:09 |
| 合計時間:                                          | 合計時間:   | 5:56     |            |      |

## リリース履歴
| No. | 日付          | レーベル      | 規格                                     | 規格品番                   | 最高順位 | 備考 |
| --- | ------------- | ------------- | ---------------------------------------- | -------------------------- | -------- | ---- |
| 1   | 1989年3月25日 | Kitty Records | 7インチレコード カセットテープ 8センチCD | 7DS0220 10CS0196 H10K30050 | 7位      |      |
| 2   | 2017年7月19日 | USM JAPAN     | デジタル・ダウンロード                   | -                          | -        |      |

## 収録アルバム
「氷点」
- 『安全地帯/玉置浩二 ベスト』（1994年）
- 『安全地帯 テーマソングス』（1995年）
- 『EARLY TIMES〜KOJI TAMAKI IN KITTY RECORDS』（1997年）
- 『ゴールデン☆ベスト 玉置浩二 アーリー・タイムズ・プラス』（2003年）
- 『ALL TIME BEST』（2017年）
- 『THE BEST ALBUM 35th ANNIVERSARY 〜メロディー〜』（2022年）

「Will...」
- 『安全地帯/玉置浩二 ベスト』（1994年）
- 『EARLY TIMES〜KOJI TAMAKI IN KITTY RECORDS』（1997年）
- 『ゴールデン☆ベスト 玉置浩二 アーリー・タイムズ・プラス』（2003年）